# 段俊 (元)
段 俊（だん しゅん、生年不詳 - 1332年）は、モンゴル帝国（大元ウルス）支配下の雲南における第7代大理総管。信苴政と表記されることもある。

## 概要
諸史料によると、段俊は1328年-1331年ころ（史料によって異動あり）に父の段隆の地位を継承したとされる。その後、雲南行省平章の地位を授けられ、以後「段平章」は段氏総管の別称ともなった。
ところが、在位わずか2-3年で1331年（至順2年）/1332年（至順3年）ころに段俊は死去したと伝えられる。段俊の跡を継いだとされる段義は段俊もしくは段隆の「族弟」とされ、段実から始まる大理総管家の直系の子孫ではななかったことが示唆される。段俊から段義に代替わりした時期（1328年-1332年）は大元ウルスで天暦の内乱が勃発した時期に相当し、内乱において段俊は敗者の側（上都派）についたために没落し、勝者の側（大都派）に味方した段義の家が段俊にとってかわったのではないかと推定されている。
恐らくは天暦の内乱の影響で段前後の系譜は不明な点が多いが、「京兆郡夫人墓誌銘」の記述により段勝と段光の兄弟が段俊の息子であったと推定されている。